# Refik Halit Karay
Refik Halid Karay (* 14. Mai 1888 in Istanbul; † 18. Juli 1965 ebenda) war ein osmanisch-türkischer Autor.
Geboren in eine osmanische Beamtenfamilie besuchte er das Galatasaray Mekteb-i Sultani und studierte dort Recht. 1906/07 brach er sein Studium ab, um Journalist zu werden. Er schrieb für verschiedene Zeitungen, insbesondere unter dem Pseudonym Kirpi für das Magazin Kalem. Nach der jungtürkischen Revolution war er kurzzeitig Minister. Wegen seiner Ablehnung der diktatorisch regierenden „Drei Paschas“ wurde er von 1913 bis 1918 in die östlichen Provinzen des Reichs verbannt. Er war Mitglied der Freiheits- und Einigkeitspartei. Auch wegen seiner Ablehnung des türkischen Unabhängigkeitskrieges wurde er unter der jungen türkischen Republik wurde von 1922 bis 1938 ins Exil nach Aleppo und Beirut gezwungen. Nach seiner Rückkehr in die Türkei schrieb er für die Tageszeitung Tan.
Karays Romane schildern das Leben der „Kleinen Leute“ sowohl in Istanbul als auch in Anatolien. Während sein Stil zunächst von Guy de Maupassant beeinflusst wurde, entwickelte er im libanesischen Exil seinen eigenen satirischen Stil.

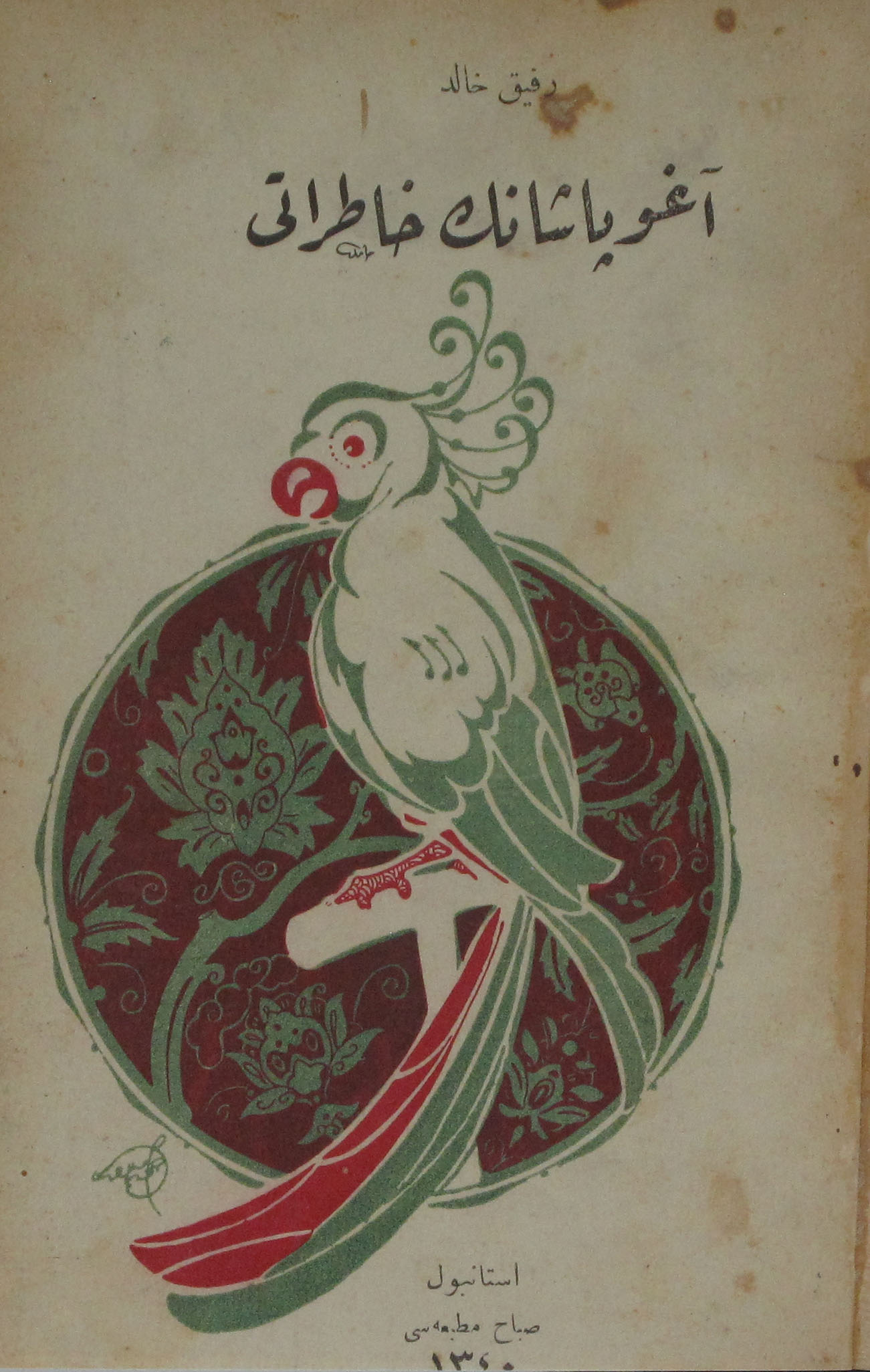
Sein Werk Ago Paşa’nın hatıratı von 1922

## Werke

### Romane
- İstanbul'un iç yüzü (Das innere Gesicht Istanbuls, 1920)
- Yezidin Kızı (1939)
- Çete (1940)
- Nilgün (1950–1952)
- Bugünün Saraylısı (1954)

### Kurzgeschichten
- Memleket Hikayeleri (Geschichten vom Lande, 1919)
- Gurbet Hikayeleri (1940)